# Droit à la déconnexion (France)
Le droit à la déconnexion est un principe (intégré dans la loi en France) selon lequel un salarié est en droit de ne pas être connecté aux outils numériques professionnels (téléphone portable, courriels, etc.) hors des horaires de travail (temps de transport travail-domicile, congés, temps de repos, week-end, soirée, etc.). La France est le premier pays à avoir intégré ce droit dans le droit du travail (pour les entreprises).
Le corpus juridique français a intégré le droit à la déconnexion dans le cadre de la loi El Khomri (appelé plus communément « loi Travail »).
Depuis le 1er janvier 2017, le droit à la déconnexion oblige les entreprises de plus de 50 salariés à entamer des négociations en vue de conclure un accord collectif d’entreprise sur le sujet. Cette obligation figure à l'article L. 2242-17 du code du travail.

## Historique

### Contexte
Le début des années 1990 sont marquées par la mondialisation ; une course à la productivité à l’efficacité, à la performance ; ainsi que par l'accélération des flux de biens, d'énergie, de personnes et d'information. Cette situation a conduit à une tendance générale au flux tendu et dans certains secteurs à la sous-traitance. 
Dès 1997 la Communauté européenne s'inquiète des risques posés par l'hyperconnectivité : dans une « recommandation 6c » sur la société de l’information[réf. incomplète] invite à être attentif et à étudier « les conséquences d’une connexion permanente, le besoin de se déconnecter parfois et le droit de restreindre l’accès à certains moments » tout comme « la restriction et la négociation des intrusions ».
Au début du XXIe siècle, le réseau internet est devenu interactif (Web 2.0), tout en se démocratisant, en pénétrant les entreprises, les collectivités et les ONG, puis en s'appuyant sur l'apparition puis la généralisation du smartphone, et souvent en bouleversant l'organisation du travail.
Dans ce contexte une multiactivité, associée à une forme d'« immédiateté communicationnelle » voire d'urgence est apparue, stressante, alimentée par les courriels,, forums et d'autres émergences issus de l'Internet.
Le smartphone a aggravé le phénomène ; hormis dans les avions et les salles de spectacles, un nombre croissant de personnes sont en permanence connectée au réseau Internet. Divers auteurs invitent à prendre en compte cette « nouvelle donne anthropologique (...) l'aspiration du temps par l’immédiat (...). La distance physique, les murs et les horaires de travail ne protègent plus : chaque jour davantage, l’urgence professionnelle fait irruption dans l’espace privé en le « colonisant » sous la forme d’astreintes, de gardes ou de parenthèses téléphoniques. Enfin, la contagion de l’urgence à l’espace privé relève aussi d’un phénomène sans doute moins visible, mais pas moins profond : la déteinte du mode de fonctionnement professionnel sur le mode d’existence privée. ». plus récemment Twitter et l'avènement du Cloud computing semblent avoir encore accéléré cette immédiateté.
En 2016, un rapport sur le temps de travail en Allemagne a montré que si 38 % des salariés ont une grande marge de manœuvre pour organiser leur temps de travail (et qu’ils sont alors en meilleur santé et plus satisfait de leur travail) néanmoins 43 % des salariés doivent au moins une fois par mois s’imposent de travailler le week-end ou doivent le faire, et que 22 % doivent rester joignables durant leur temps dit « libre » (les grandes entreprises étant moins exigeantes à ce sujet que les PME/TPE).
La même année (2016) une autre étude estimait à 37 % le nombre d'actifs en France utilisant quotidiennement des outils numériques professionnels en dehors de leur temps de travail, et à 62 % le nombre de ceux estimant nécessaire d'instaurer des règles pour limiter ce phénomène. L'instauration de telles mesures de régulation était également préconisée par le rapport sur l'impact de la transformation numérique au travail (dit « Rapport Mettling »), qui a mis en évidence 6 effets majeurs de l'introduction du numérique dans le monde du travail : diffusion massive de nouveaux outils ; impact sur les métiers et les compétences ; changement de l'organisation du travail ; modification du management ; nouvelles formes de travail hors salariat ; changement de l'environnement de travail des cadres. Face à ces bouleversements susceptibles d'avoir des effets, le rapport présente 36 préconisations dont l'objectif est d'accompagner la transition numérique.
Selon le sociologue, universitaire et chercheur au CNRS Francis Jauréguiberry dans certains métiers, la déconnexion volontaire devient un enjeu de gestion du temps et de la vie privée ; enjeu devant lequel les travailleurs ne sont pas égaux : certains peuvent utiliser des filtres pour restaurer une lecture différée des messages qu'ils reçoivent, mais dans certaines situations (professionnelles mais aussi existentielles) d'autres ne peuvent pas filtrer leurs appels et message, devant au contraire répondre au plus vite. Selon Francis Jauréguiberry (2014), « En moins de vingt-cinq ans, nous sommes passés d’un plaisir récent de connexion à un désir latent de déconnexion » ; ce spécialiste du sujet voit là une nouvelle fracture numérique, entre ceux qui ont la chance et le pouvoir de « se débrancher » et ceux qui ont « le devoir de rester branchés » et donc de continuellement « subir la tension d'une urgence potentielle ». En un quart de siècle environ, on passe d'une période où le luxe était de disposer d'une connexion, à un temps où le droit à l'autonomie et à la possibilité d'échapper à une sur-sollicitation, à une surcharge informationnelle, à une « télé-disponibilité permanente », à un sentiment de « harcèlement ou de surveillance dans lesquelles l’individu se sent dépassé ou soumis » devient un luxe (voir un enjeu pour la santé physique et mentale du travailleur et pour la protection de sa vie privée).

### Doctrine et jurisprudence
Certains auteurs (comme Francis Jaureguiberry en 2005) évoquaient une prise de conscience du sujet, et « qu’un nouveau droit en vienne à être revendiqué : le droit à la déconnexion et à l’isolement, le droit de refuser de porter un beeper jour et nuit ou bien d’être téléphoniquement partout et constamment joignable. Le droit à la dignité des personnes qui ne sauraient être réduites à être des fonctions ou des ressources contrôlables et corvéables à distance. Un droit dont l’application ne serait synonyme ni de sanction, ni de fuite, ni d’enfermement ».
En France, plusieurs décisions de la Cour de cassation se succèdent : 
- le 10 juillet 2002, spécifiant que le temps de repos « suppose que le salarié est totalement dispensé directement ou indirectement, sauf cas exceptionnels, d’accomplir pour son employeur une prestation de travail même si elle n’est qu’éventuelle ou occasionnelle »,
- le 17 février 2004, ajoutant que « le fait de n’avoir pas pu être joint en dehors des horaires de travail sur son téléphone portable est dépourvu de caractère fautif et ne permet donc pas de justifier un licenciement disciplinaire pour faute grave ».)
- en 2014 où - à la suite de l’invalidation en 2013 de l’accord sur le forfait jours de la branche Syntec, les partenaires sociaux ont révisé cet accord le 1er avril 2014. La Cour a alors souligné dans son arrêt que : « toute convention de forfait en jours doit être prévue par accord collectif dont les stipulations assurent la garantie du respect des durées maximales de travail ainsi que des repos, journalières et hebdomadaires » et « que le droit à la santé et au repos est au nombre des exigences constitutionnelles ».
Dans le nouvel avenant[13], signé en avril 2014, le Syntec précisait dans l’article 4.8.1, une obligation de déconnexion : « l’effectivité du respect par le salarié des durées minimales de repos implique pour ce dernier une obligation de déconnexion des outils de communication à distance ».

La disposition de la loi Travail s’appuie notamment sur cet avenant de la Syntec en l’élargissant à toutes les branches.

## Applications
Voté dans le cadre de la loi Travail, dans le nouvel article L2242-8 du Code du travail, ce droit à la déconnexion est entré en vigueur au 1er janvier 2017.

Ce droit est inscrit dans la loi de la manière suivante :
I. - L'article L. 2242-8 du code du travail est ainsi modifié :
1° Le 6° est complété par les mots : « notamment au moyen des outils numériques disponibles dans l'entreprise ; »
2° Il est ajouté un 7° ainsi rédigé :
« 7° Les modalités du plein exercice par le salarié de son droit à la déconnexion et la mise en place par l'entreprise de dispositifs de régulation de l'utilisation des outils numériques, en vue d'assurer le respect des temps de repos et de congé ainsi que de la vie personnelle et familiale. A défaut d'accord, l'employeur élabore une charte, après avis du comité d'entreprise ou, à défaut, des délégués du personnel. Cette charte définit ces modalités de l'exercice du droit à la déconnexion et prévoit en outre la mise en œuvre, à destination des salariés et du personnel d'encadrement et de direction, d'actions de formation et de sensibilisation à un usage raisonnable des outils numériques. »
II. - Le I du présent article entre en vigueur le 1er janvier 2017.
Il concerne les entreprises de plus de 50 salariés. Afin d'assurer le respect des temps de repos et de congés ainsi que l'équilibre entre vie professionnelle et vie privée, les entreprises concernées devront mettre en place «des instruments de régulation de l'outil numérique».
Dans le cadre de leur négociation annuelle « égalité professionnelle et qualité de vie », elles devront désormais traiter du droit à la déconnexion. À défaut d'accord, l'employeur devra élaborer une charte définissant les modalités de l'exercice du droit à la déconnexion. Aucune sanction n’est prévue en cas de non-respect de cet accord. Si le salarié décide de porter une affaire de ce genre au conseil de prud’hommes, il doit apporter la preuve que son temps de repos n’a pas été respecté.
Par la loi n°2018-771 du 5 septembre 2018 article 107, l'article L2242-8 du Code du travail devient l'article L2242-17. Les alinéas cités ci-dessus restent inchangés.